# LG Optimus 7
LG Optimus 7 (модельний номер — E900) — смартфон, що розроблений компанією LG Group, анонсований 11 жовтня 2010 року. працює під управлінням операційної системи Microsoft Windows Phone 7.5 Mango.

## Критика приладу
На думку ресурсу TechRadar, екран приладу досить чутливий(проте на думку CNET UK гірший ніж у HTC HD7), має середні розміри екрану, мало коштує. Проте, незважаючи на низьку ціну Optimus 7 є солідним, а інтерфейс Windows Phone 7 є свіжим та легким у використанні.

## Огляд приладу
- Огляд LG Optimus 7 [Архівовано 31 липня 2017 у Wayback Machine.] на TechRadar. - Процитовано 13 листопада 2012 (англ.)
- Огляд LG Optimus 7 [Архівовано 16 листопада 2012 у Wayback Machine.] на CNET UK. - Процитовано 13 листопада 2012 (англ.)
- Огляд LG Optimus 7 [Архівовано 15 листопада 2012 у Wayback Machine.] на Engadget. - Процитовано 13 листопада 2012 (англ.)

## Відео
- Огляд LG Optimus 7 [Архівовано 25 листопада 2011 у Wayback Machine.] від PhoneArena. - Процитовано 13 листопада 2012 (англ.)